# رهایی (مجموعه تلویزیونی)
رهایی یکی از مجموعه‌های تلویزیونی شبکه ۲ و محصول سال ۱۳۹۳ است که به کارگردانی مسعود تکاور مهر ماه با مدت زمان ۴۰ دقیقه از شنبه تا پنج‌شنبه، ساعت ۲۱:۳۰ روی آنتن می‌رفت.

## داستان
گروهی گروگان گیر با رهبری فردی مرموز و باهوش ملقب به مهندس/حرفه ای سریع اقدام به گروگان‌گیری می‌کنند تا به خواسته‌های خودشان از طریق گروگان‌ها برسند ولی شرایط برای آن‌ها آن‌طور که می‌خواهند پیش نمی‌رود و با ورود یگان ویژه پلیس (نوپو) به ماجرا اتفاقاتی دیگری رخ می‌دهد. سوال اینجاست که چرا در تمام مدت مذاکره بابت آزادی گروگانها رئیس گروگان گیرها همیشه یک قدم از پلیس جلو تر است.

## بازیگران
- دانیال حکیمی
- سام قریبیان
- امیرحسین مدرس
- شاهد احمدلو
- رضا توکلی
- حسین سلیمانی
- رامتین خداپناهی
- میترا حجار
- افشین سنگ چاپ
- حمیدرضا هدایتی
- زیبا بنماران
- سوگل طهماسبی
- الهام جعفرنژاد
- آزاده مهدی‌زاده
- نازنین پیرکاری
- مصطفی قدیری
- دایانا حکیمی
- دانا حکیمی
- محمد زارع
- محمد همایون‌پور
- حمیدرضا ساسانی
- خشایار عمرانی
- کربمیان زاده
- محمدنوید نادرشاهی
- علیرضا حقشناس